# Tokyo Motor Show

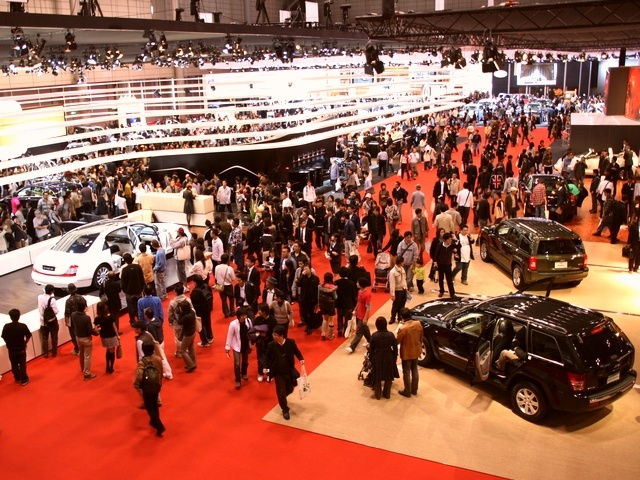
Tokyo Motor Show 2007

Die Tokyo Motor Show ist eine wichtige Automobilausstellung in Japan. Ausrichter ist die Japan Automobile Manufacturers Association, Inc. (JAMA).
Die Messe wird alle ein bis zwei Jahre ausgerichtet, beginnend mit dem Jahr 1954 im Hibiya-Park im Tokioter Stadtbezirk Chiyoda. Von 1989 bis 2009 fand sie nicht in Tokio, sondern auf dem Messegelände der Makuhari Messe in Chiba statt. 2011 kehrte sie jedoch wieder nach Tokio zurück auf das Messegelände von Tokyo Big Sight.
Beim Debüt präsentierten 254 Aussteller den 547.000 Besuchern 267 Fahrzeuge. Die damalige Situation der japanischen Industrie war noch von den Nachwirkungen des Zweiten Weltkriegs gekennzeichnet, die den Schwerpunkt der Messe auf Nutzfahrzeuge, Busse, Dreiräder und Ähnlichem festlegten. Dieser Trend hielt noch mehrere Jahre an. Die unter freiem Himmel stattfindende Veranstaltung war durch matschige Straßen und fortgewehte Zelte gekennzeichnet.

Im Jahr 2005 präsentierten 239 Aussteller den 1.512.100 Besuchern 612 Fahrzeuge. Die Ausstellungsfläche hat sich in 50 Jahren nahezu verzehnfacht.